# Нейчев, Минчо
Минчо Колев Нейчев (болг. Минчо Колев Нейчев; 4 апреля 1887, Стара-Загора, Болгария — 11 августа 1956, Тырговиште, Болгария) — болгарский государственный и политический деятель, член Болгарской коммунистической партии, был министром в нескольких правительствах: министром юстиции в кабинете Кимона Георгиева (1944—1946), министром просвещения при Георгии Димитрове (1946—1947) и министром иностранных дел при Червенкове и Югове. В 1947 году Нейчев возглавлял комитет, разрабатывавший Димитровскую конституцию, а до 1950 года занимал высший государственный пост Председателя Президиума Народного Собрания НРБ.

## Биография
Минчо Нейчев родился 23 марта (4 апреля) 1887 года в Стара-Загоре. В 1908 году окончил юридический факультет в Швейцарии, после чего работал адвокатом в родном городе. В 1920 году вступил в коммунистическую партию и возглавил отделение партии в Стара-Загоре. После Сентябрьского восстания в 1923 году был арестован и провёл в заключении несколько месяцев. В 1941 году был снова арестован и заключён в лагерь Крыстополе. В 1943 году был освобождён и вступил в Отечественный фронт.
В правительстве, образованном после переворота 9 сентября 1944 года Минчо Нейчев стал министром юстиции. В 1945 году вошёл в Центральный комитет Коммунистической партии. В 1948 году стал кандидатом, а в 1949 — членом Политбюро. После короткого перерыва летом 1946 года Нейчев снова стал членом правительства — министром народного просвещения. После подготовки болгарской конституции Нейчев был председателем Президиума VI Великого Народного собрания (1947—1949) и I Народного собрания (1950). В 1950 году стал министром иностранных дел Болгарии. После отстранения Вылко Червенкова Нейчев был выведен из состава Политбюро, однако сохранил пост министра иностранных дел вплоть до своей смерти 11 августа 1956 года.